# Abbott Peak
Der Abbott Peak ist eine 1649 m hohe und pyramidenförmige Felsnadel an der Nordflanke des Mount Erebus auf der antarktischen Ross-Insel. 
Sie wurde während der Terra-Nova-Expedition (1910–1913) kartografiert und nach Petty Officer George Percy Abbott (1880–1923) von der Royal Navy benannt, einem Teilnehmer der Expedition.